# Localitzador uniforme de recursos
El localitzador uniforme de recursos (LUR) (anglès: Uniform Resource Locator, més conegut per l'acrònim URL) és una adreça formada de caràcters alfanumèrics que indica la localització d'un fitxer o d'un directori a internet i que permet d'accedir-hi. L'amfitrió identifica la màquina on hi ha el recurs o el fitxer. Pot ser un nom simbòlic dins del sistema de noms de domini (DNS), com ara http://www.wikipedia.org o una adreça IP només fet de xifres 192.12.34.11. El port és el número de port Transmission Control Protocol (TCP) del servidor, on es connectarà el navegador.
Un localitzador uniforme de recursos indica la màquina on es troba el fitxer a què fa referència, el protocol d'Internet que s'ha d'utilitzar per obtenir aquest fitxer i la manera com el servidor web sabrà quin és el fitxer. Exemples comuns d'utilització són http://www.wikipedia.org, https://www.lacaixa.cat o ftp://ftp.debian.org.
Els protocols que entenen la majoria de navegadors són:
- http: protocol d'accés al World Wide Web.
- https: protocol d'accés securitzat al World Wide Web.
- ftp o protocol de transferència de fitxers.
- file: protocol d'accés i localització d'arxius dins de sistemes de fitxers.
- mailto: etiqueta per afegir una adreça de correu electrònic.
- news: protocol d'intercanvi de llistes de notícies.
- gopher: protocol per a l'organització jeràrquica de llistes de fitxers.
- telnet: protocol que serveix per accedir remotament a una altra màquina, i controlar-la com si s'estigués al davant.

## Format general
El format general d'un URL és:
esquema://màquina/directori/arxiu
També podeu afegir un altre tipus d'informació:
esquema://usuari:contrasenya@màquina:port/directori/arxiu
Per exemple: https://www.wikipedia.org/
L'especificació detallada es troba a la RFC 1738, titulada Uniform Resource Locators.

## Esquema URL
Un URL es classifica pel seu esquema, que generalment indica el protocol de xarxa que es fa servir per recuperar, a través de la xarxa, la informació del recurs identificat. Un URL comença amb el nom del vostre esquema, seguit per dos punts, seguit per una part específica de l'esquema.
Alguns exemples d'esquemes URL:
- http - recursos Hypertext Transfer Protocol (HTTP).
- https - HTTP sobre Secure Sockets Layer (SSL).
- ftp - File Transfer Protocol.
- mailto - adreces de correu electrònic.
- ldap - cerques Lightweight Directory Access Protocol (LDAP).
- file - recursos disponibles al sistema local o en una xarxa local.
- news - grups de notícies Usenet (newsgroup).
- gopher - el protocol Gopher (en desús).
- telnet - el protocol Telnet.
- ws - el protocol WebSocket.
- data - l'esquema per inserir petits trossos de contingut als documents esquema d'URI de dades (Data: URL).

Alguns dels esquemes URL, com els populars mailto, http, ftp i file, juntament amb els de sintaxi general URL, es van detallar per primera vegada el 1994 al Request for Comments RFC 1630, substituït un any després pels més específics RFC 1738 i RFC 1808.
Encara són vàlids alguns dels esquemes definits al primer RFC, mentre que altres són debatuts o han estat refinats per estàndards posteriors. Mentrestant, la definició de la sintaxi general dels URL s'ha escindit en dues línies separades d'especificació d'URI: RFC 2396 (1998) i RFC 2732 (1999), tots dos obsolets però encara àmpliament referits a les definicions d'esquemes URL.
L'estàndard actual és el STD 66/RFC 3986 del 2005.

## Estructura i ús diari
Un HTTP URL combina en una adreça simple els quatre elements bàsics d'informació necessaris per recuperar un recurs des de qualsevol lloc a Internet:
- El protocol que s'utilitza per comunicar o enviar dades.
- L'amfitrió (servidor o host) amb què es comunica.
- El port de xarxa al servidor per connectar-vos.
- La ruta al recurs al servidor (per exemple, el vostre nom de fitxer).

Un URL típic pot ser del tipus:
http://es.wikipedia.org:80/wiki/Special:Search?search=tren&go=Go
On:
- http és el protocol.
- ca.wikipedia.org és l'amfitrió.
- 80 és el nombre de port de xarxa al servidor (Sent 80 el valor per defecte per al protocol HTTP, aquesta porció pot ser completament omesa).
- /wiki/Special:Search és la ruta de recurs.
- ?search=tren&go=Go és la cadena de cerca (o Query string) (Part opcional).

Molts navegadors web no requereixen que l'usuari introdueixi http:// per adreçar-se a una pàgina web, perquè HTTP és el protocol més comú que es fa servir en navegadors web. Igualment, com que 80 és el port per defecte per a HTTP, usualment no s'especifica. Normalment només s'introdueix un URL parcial, per exemple: www.wikipedia.org/wiki/Train. Per anar a una pàgina principal només s'introdueix el nom d'amfitrió, com ara www.wikipedia.org.
Atès que el protocol HTTP permet que un servidor respongui a una sol·licitud redirigint el navegador web a un URL diferent, molts servidors addicionalment permeten als usuaris ometre certes parts de l'URL, com ara la part "www.", o el caràcter numeral (" #") de traça si el recurs en qüestió és un directori. Tot i això, aquestes omissions tècnicament constitueixen un URL diferent, de manera que el navegador web no pot fer aquests ajustaments i ha de confiar que el servidor respondrà amb una redirecció. És possible per a un servidor web (a causa d'una estranya tradició) oferir dues pàgines diferents per a URL que difereixen únicament en un caràcter "#".
Noteu que a ca.wikipedia.org/wiki/Tren, l'ordre jeràrquic dels cinc elements és:
1. org (Domini de primer nivell)
2. wikipedia (Domini de segon nivell)
3. ca (subdomini)
4. wiki
5. Tren

És a dir, abans de la primera barra diagonal "/" es llegeix de dreta a esquerra, i després la resta es llegeix d'esquerra a dreta.

## Visió general
El terme URL també és usat fora del context de la WWW. Els servidorés de bases de dades especifiquen URL com un paràmetre per realitzar connexions. De manera similar, qualsevol aplicació client-servidor que segueixi un protocol particular pot especificar un format URL com a part del procés de comunicació.
Exemple d'un URL a una base de dades:
jdbc:datadirect:oracle://myserver:1521;sid=testdb
Si una pàgina web és en forma singular i més o menys permanentment definida a través d'un URL, pot ser enllaçada (vegeu també permalink, deep linking). Aquest no sempre és el cas, per exemple, una opció de menú pot canviar el contingut d'un marc dins de la pàgina, sense que aquesta nova combinació tingui el vostre propi URL. Una pàgina web també pot dependre d'informació emmagatzemada temporalment. Si el marc o pàgina web té el vostre propi URL, això no és sempre obvi per a algú que vol enllaçar-s'hi: l'URL d'un marc no apareix a la barra d'adreces del navegador, i una pàgina sense barra d'adreces podria haver estat produïda. L'URL es pot trobar al codi font oa les propietats de diversos components de la pàgina.
A part del propòsit d'enllaçar-se a una pàgina oa un component de pàgina, pot passar que es vulgui conèixer l'URL per mostrar únicament el component o superar restriccions com ara una finestra de navegador que no tingui barres d'eines o que sigui de mida petita i no ajustable.
Els servidors web servidors també tenen la capacitat d'adreçar URL si la destinació ha canviat, permetent als llocs canviar la seva estructura sense afectar els enllaços existents. Aquest procés es coneix com a redireccionament d'URL.